# La Petite Blanche
La Petite Blanche är ett vattendrag i Kanada.   Det ligger i provinsen Québec, i den sydöstra delen av landet, 40 km nordost om huvudstaden Ottawa.
Runt La Petite Blanche är det ganska glesbefolkat, med 24 invånare per kvadratkilometer.